# Дали (Приморски Алпи)
Дали (фр. Daluis) насеље је и општина у Француској у региону Прованса-Алпи-Азурна обала, у департману Приморски Алпи која припада префектури Ница.
По подацима из 2011. године у општини је живело 149 становника, а густина насељености је износила 3,72 становника/km². Општина се простире на површини од 40,03 km². Налази се на средњој надморској висини од 673 метара (максималној 2502 m, а минималној 590 m).

## Демографија
| 1962. | 1968. | 1975. | 1982. | 1990. | 1999. | 2011. |
| ----- | ----- | ----- | ----- | ----- | ----- | ----- |
| 182   | 202   | 185   | 124   | 110   | 132   | 149   |

График промене броја становника у току последњих година